# Душан Шакота
Душан Шакота (Београд, 22. април 1986) је грчко-српски кошаркаш. Игра на позицији крилног центра. Син је Драгана Шакоте, српског кошаркашког тренера.

## Успеси

### Клупски
- Панатинаикос:
  - Евролига (2): 2006/07, 2008/09.
  - Првенство Грчке (5): 2003/04, 2004/05, 2005/06, 2006/07, 2008/09.
  - Куп Грчке (4): 2005, 2006, 2007, 2009.

- АЕК Атина:
  - ФИБА Лига шампиона (1): 2017/18.
  - Куп Грчке (1): 2018.

### Репрезентативни
- Светско првенство до 19 година:  2003.

### Појединачни
- Идеални тим ФИБА Лиге шампиона — друга постава (2): 2016/17, 2017/18.